# Stazione di Shakujii-kōen

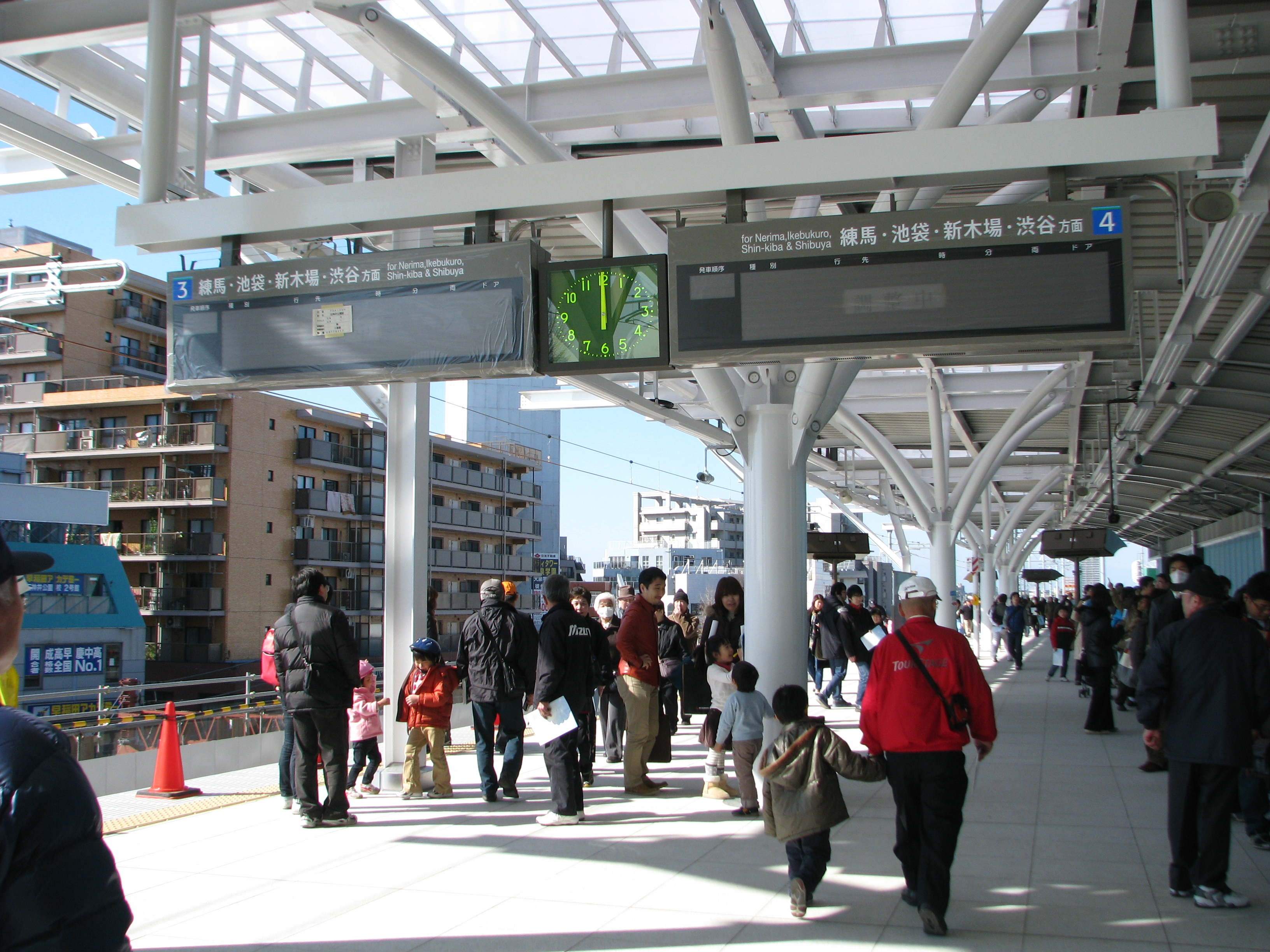
Vista di un marciapiede

La stazione di Shakujii-kōen (石神井公園駅?, Shakujii-kōen-eki) è una stazione ferroviaria di Tokyo che si trova a Nerima. La stazione è servita dalla linea Seibu Ikebukuro delle Ferrovie Seibu e si trova a 10,6 km di distanza dal capolinea a Ikebukuro.

## Storia
La stazione venne aperta inizialmente il 15 aprile 1915 con il nome di stazione di Shakujii (石神井駅?), e assunse il nome attuale il 1º marzo 1933. Dopo i lavori di rifacimento, sono stati inaugurati i binari su viadotto, il 7 febbraio 2010 per i binari 3-4, il 17 aprile 2011 per il binario 2, e il 23 giugno 2012 per il binario 1.
A partire dal 2012 sono stati introdotti i numeri di stazione sulla linea. La stazione di Shakujii-kōen possiede il codice "SI10".

## Linee
Ferrovie Seibu
● Linea Seibu Ikebukuro

## Struttura
La stazione possiede due marciapiedi laterali con due binari centrali, parzialmente in tunnel.
| 1-2 | ● Linea Seibu Ikebukuro | per Tokorozawa, Hannō e Seibu Chichibu |
| 3-4 | ● Linea Seibu Ikebukuro | per Nerima e: - Shin-Kiba via Linea Yūrakuchō - Ikebukuro e Shibuya via Linea Fukutoshin (prosecuzione per Yokohama via linea Tōkyū Tōyoko) |

## Stazioni adiacenti
| «                     | Servizio                                    | »                     |
| Linea Seibu Ikebukuro | Linea Seibu Ikebukuro                       | Linea Seibu Ikebukuro |
| --------------------- | ------------------------------------------- | --------------------- |
| Nerima-Takanodai      | Locale                                      | Ōizumi-gakuen         |
| Nerima                | Semiespresso                                | Ōizumi-gakuen         |
| << Transito <<        | Semiesp. pendolari                          | >> Transito >>        |
| Nerima                | Rapido                                      | Hibarigaoka           |
| Nerima                | Rapido Espresso (via linea Seibu Yurakucho) | Hibarigaoka           |
| Ikebukuro ←           | Espr. pendolari                             | ← Ōizumi-gakuen       |
| Ikebukuro             | Espresso                                    | Hibarigaoka           |
| Ikebukuro             | Rapido Espresso (via linea Seibu Ikebukuro) | Hibarigaoka           |